# Pierwszy rząd księcia Wellington

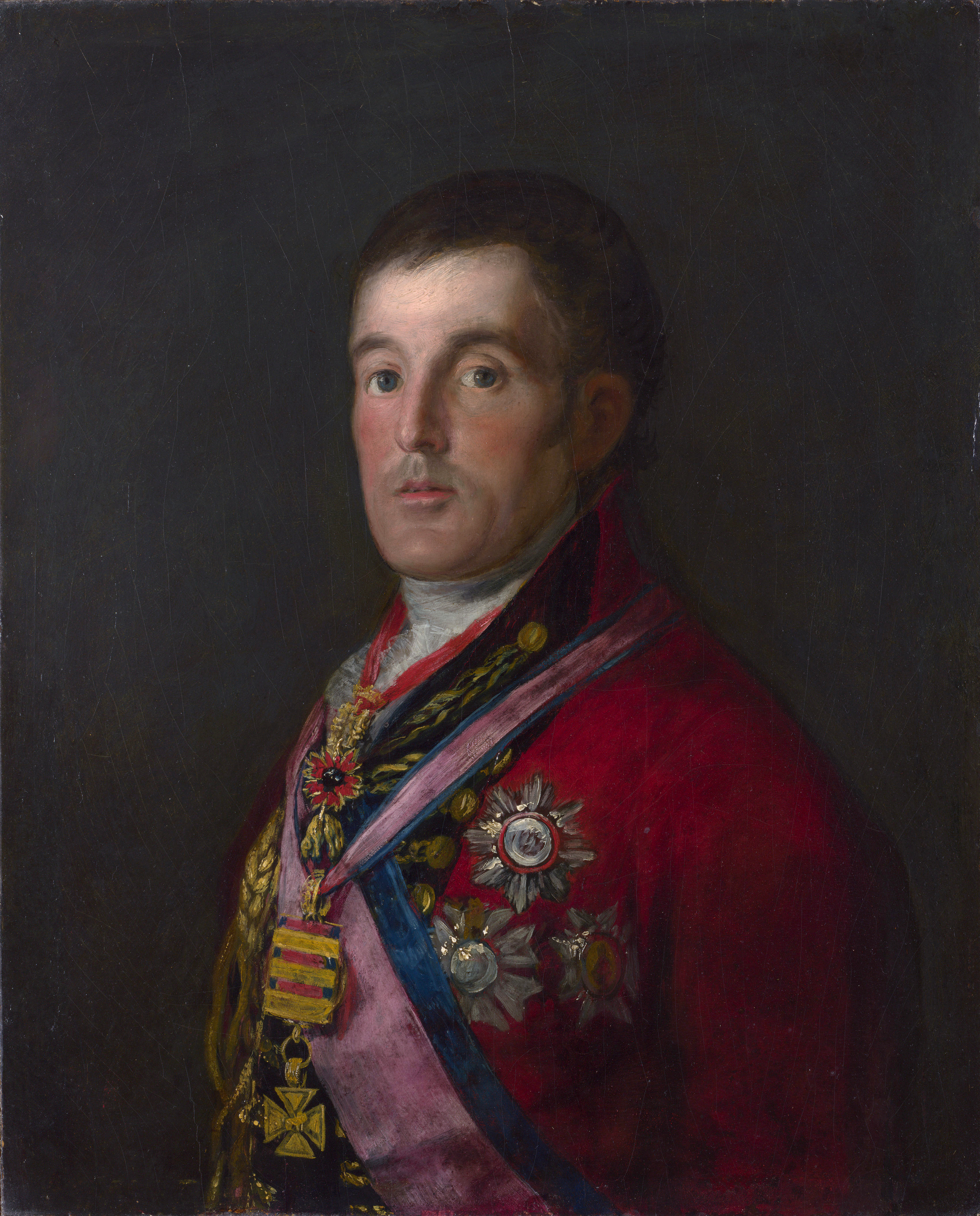
Książę Wellington, premier, pierwszy lord skarbu, przewodniczący Izby Lordów

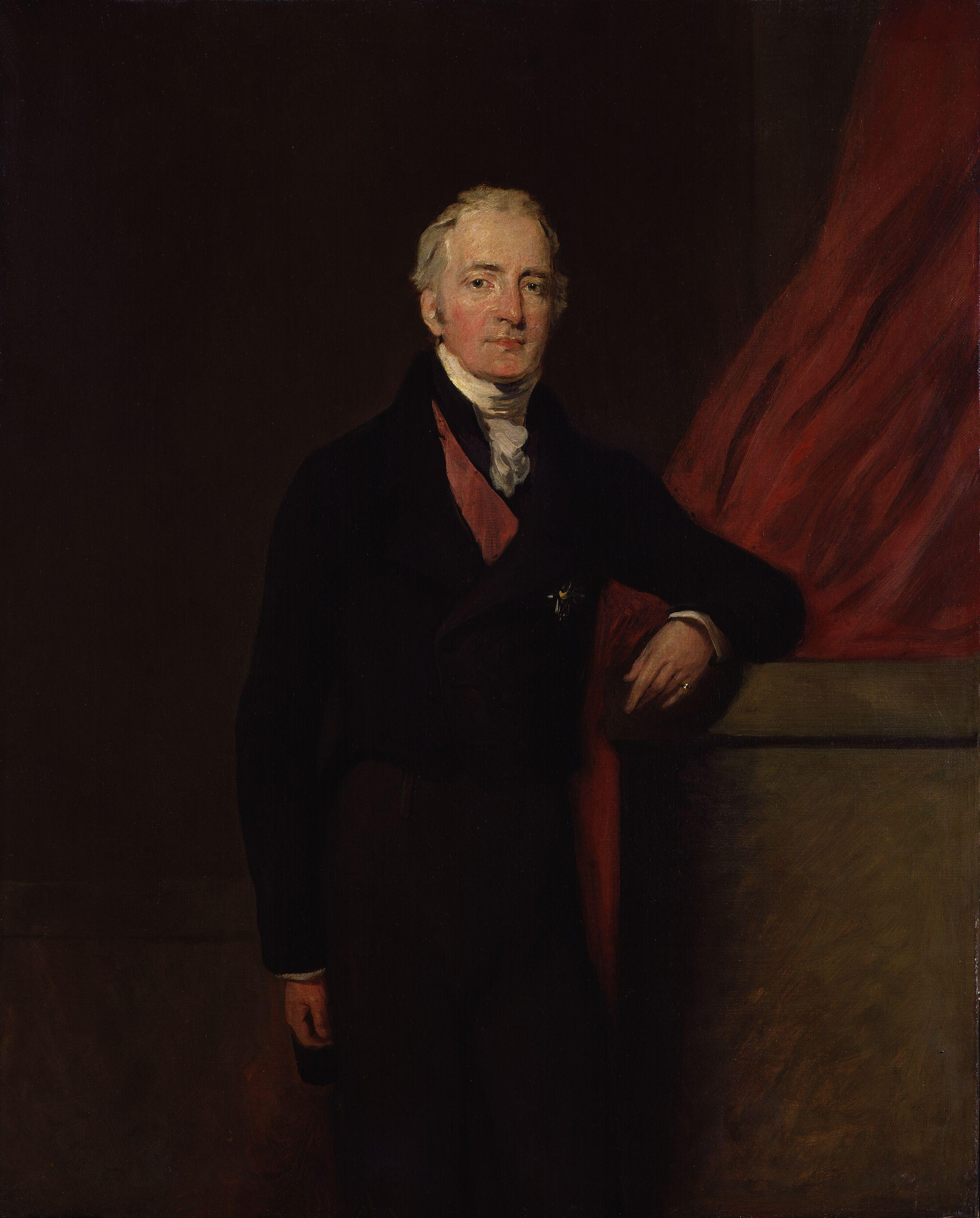
Hrabia Bathurst, lord przewodniczący Rady

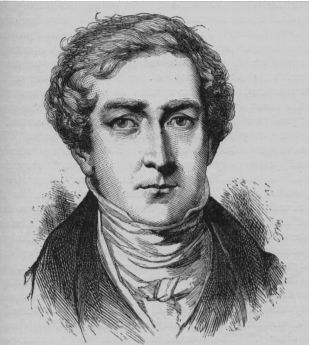
Robert Peel, minister spraw wewnętrznych, przewodniczący Izby Gmin

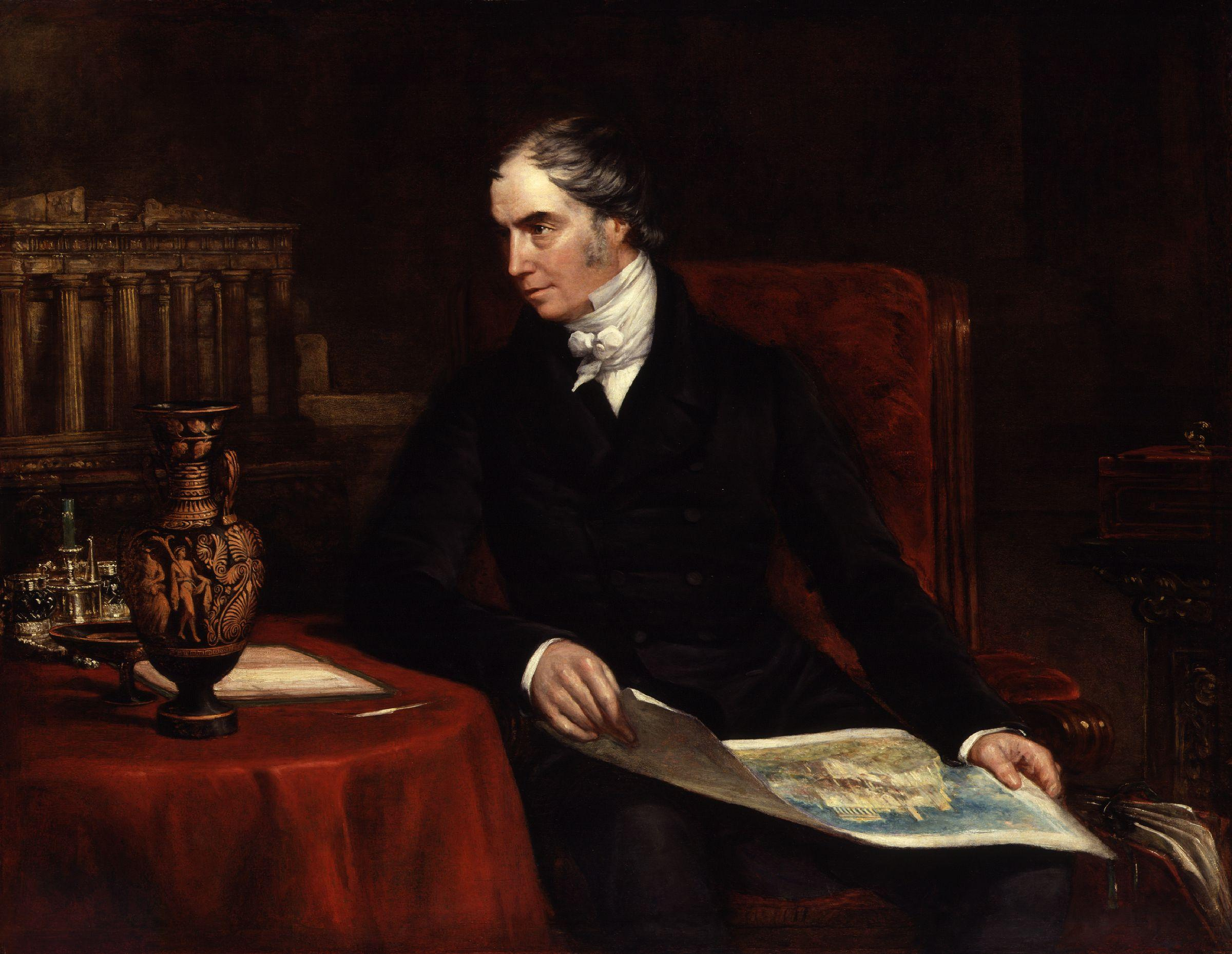
Hrabia Aberdeen, kanclerz Księstwa Lancaster, minister spraw zagranicznych

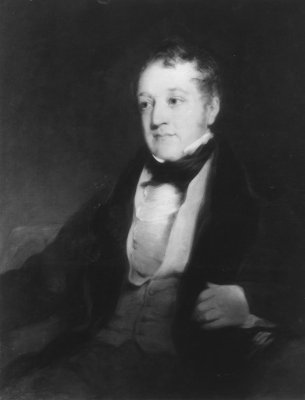
William Huskisson, minister wojny i kolonii

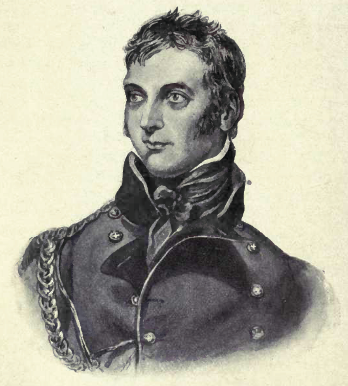
George Murray, minister wojny i kolonii

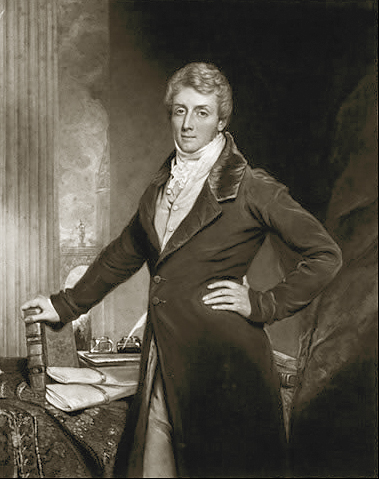
Charles Grant, przewodniczący Zarządu Handlu

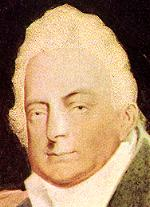
JKW Książę Clarence i St Andrews, lord Wielki Admirał

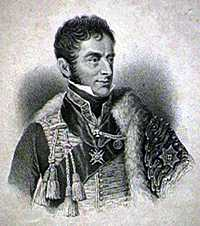
Markiz Anglesey, generał artylerii, lord namiestnik Irlandii

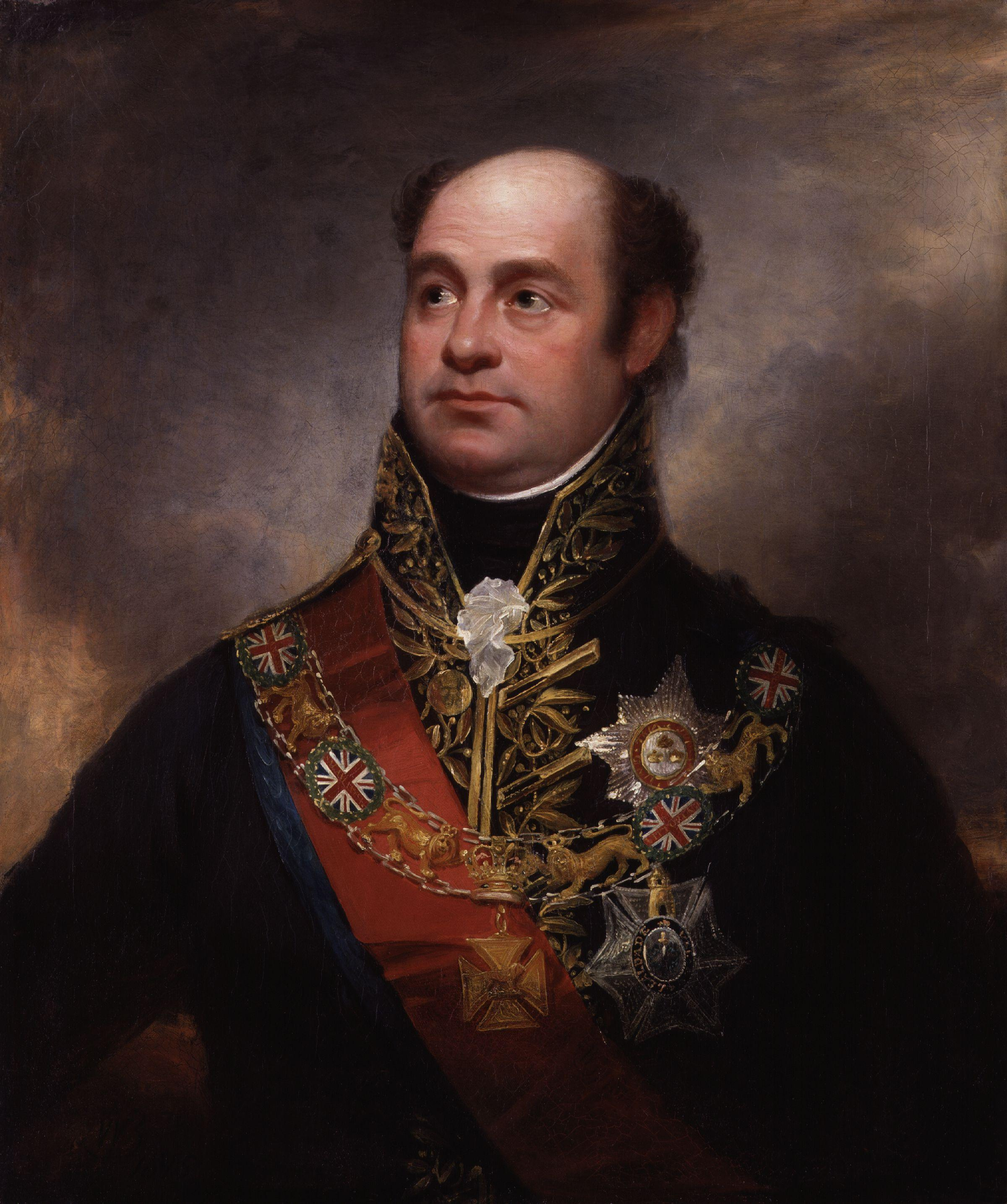
Wicehrabia Beresford, generał artylerii

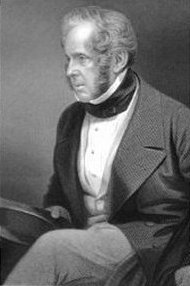
Wicehrabia Palmerston, sekretarz ds. wojny

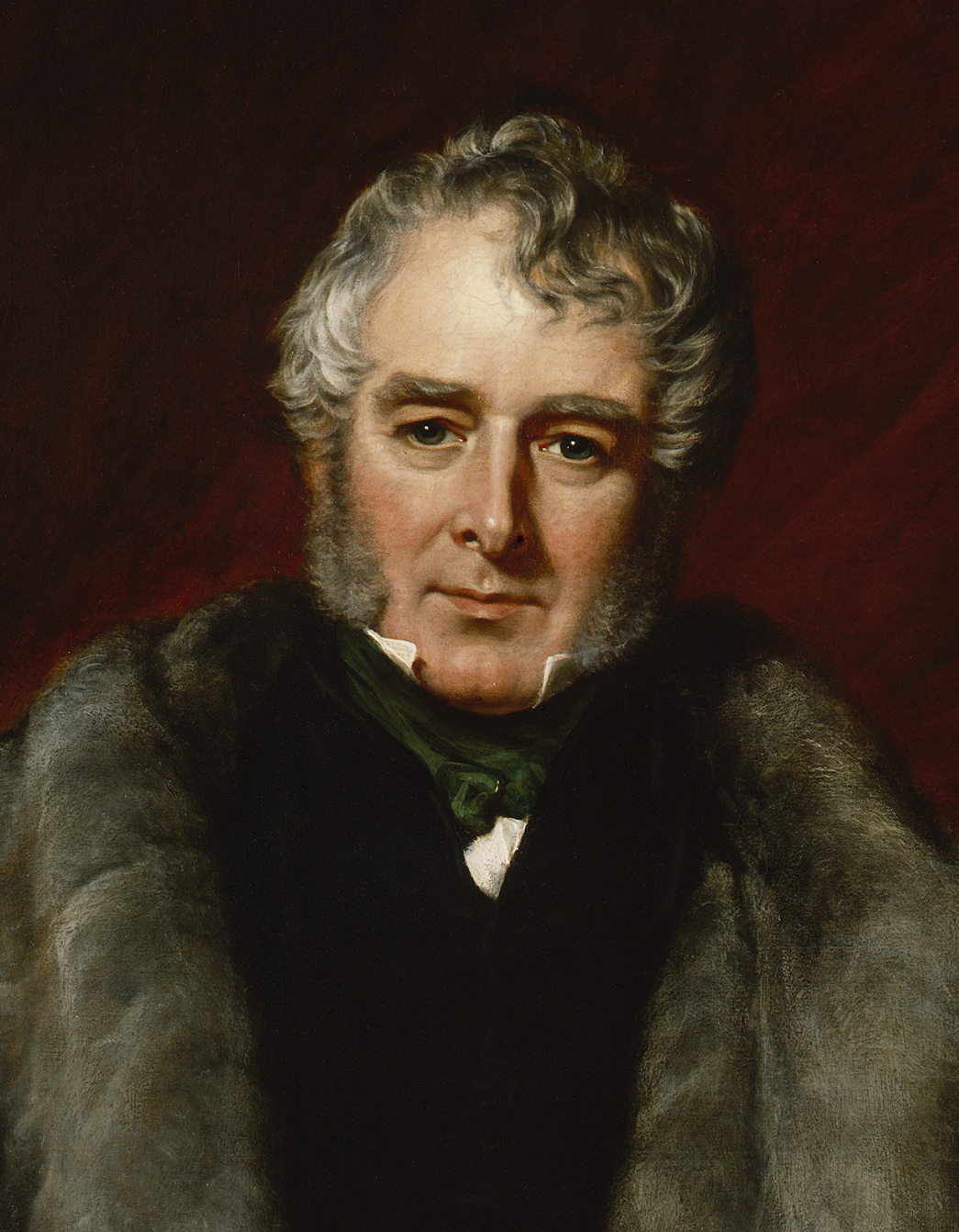
William Lamb, główny sekretarz Irlandii

Pierwszy rząd księcia Wellington – rząd partii torysów pod przewodnictwem Arthura Wellesleya, 1. księcia Wellington, powstał 22 stycznia 1828 r. Upadł 15 listopada 1830 r., kiedy Izba Gmin przegłosowała dla niego wotum nieufności.
Członków ścisłego gabinetu wyróżniono tłustym drukiem.

## Skład rządu
| Urząd                                                   | Imię i nazwisko | Kadencja                           |
| ------------------------------------------------------- | --- | ---------------------------------- |
| Premier Pierwszy lord skarbu Przewodniczący Izby Lordów | Arthur Wellesley, 1. książę Wellington | 1828–1830                          |
|                                                         | |                                    |
| Kanclerz skarbu                                         | Henry Goulburn | 1828–1830                          |
| Parlamentarny sekretarz skarbu                          | Joseph Planta | 1828–1830                          |
| Finansowy sekretarz skarbu                              | George Robert Dawson | 1828–1830                          |
| Młodsi lordowie skarbu                                  | lord Granville Somerset Francis Conyngham, hrabia Mount Charles Edward Eliot, lord Eliot Edmund Alexander MacNaughten George Bankes William Yates Peel | 1828–1830 1830                     |
| Lord przewodniczący Rady                                | Henry Bathurst, 3. hrabia Bathurst | 1828–1830                          |
| Lord kanclerz                                           | John Copley, 1. baron Lyndhurst | 1828–1830                          |
| Minister spraw wewnętrznych Przewodniczący Izby Gmin    | Robert Peel | 1828–1830                          |
| Podsekretarz stanu w ministerstwie spraw wewnętrznych   | Thomas Rice William Yates Peel George Clerk | 1828 1828–1830 1830                |
| Minister spraw zagranicznych                            | John Ward, 1. hrabia Dudley George Hamilton-Gordon, 4. hrabia Aberdeen                                                                                 | 1828 1828–1830                     |
| Podsekretarz stanu w ministerstwie spraw zagranicznych  | Charles Ellis, 6. baron Howard de Walden Cospatrick Douglas-Home, lord Dunglass                                                                        | 1828 1828–1830                     |
| Minister wojny i kolonii                                | William Huskisson George Murray | 1828 1828–1830                     |
| Podsekretarz stanu w ministerstwie wojny i kolonii      | lord Francis Leveson-Gower Horace Twiss | 1828 1828–1830                     |
| Przewodniczący Zarządu Handlu                           | Charles Grant William Vesey-FitzGerald John Charles Herries                                                                                            | 1828 1828–1830 1830                |
| Wiceprzewodniczący Zarządu Handlu                       | Thomas Frankland Lewis Thomas Peregrine Courtenay | 1828 1828–1830                     |
| Przewodniczący Rady Kontroli                            | Charles Watkin Williams-Wynn Robert Dundas, 2. wicehrabia Melville Edward Law, 2. baron Ellenborough                                                   | 1828 1828–1830                     |
| Sekretarz Rady Kontroli                                 | Thomas Peregrine Courtenay George Bankes James Stuart-Wortley                                                                                          | 1828–1829 1829–1830 1830           |
| Lord Wielki Admirał                                     | Wilhelm Henryk Hanowerski, książę Clarence i St Andrews                                                                                                | 1828                               |
| Pierwszy lord Admiralicji                               | Robert Dundas, 2. wicehrabia Melville | 1828–1830                          |
| Sekretarz przy Admiralicji                              | John Wilson Croker | 1828–1830                          |
| Cywilni lordowie Admiralicji                            | George Clerk George Pratt, hrabia Brecknock Frederick Stewart, wicehrabia Castlereagh Charles Ross                                                     | 1828–1830 1828–1829 1829–1830 1830 |
| Lord tajnej pieczęci                                    | Edward Law, 2. baron Ellenborough James St Clair-Erskine, 2. hrabia Rosslyn                                                                            | 1828–1829 1829–1830                |
| Kanclerz Księstwa Lancaster                             | George Hamilton-Gordon, 4. hrabia Aberdeen Charles Arbuthnot                                                                                           | 1828 1828–1830                     |
| Generał artylerii                                       | Henry Paget, 1. markiz Anglesey William Beresford, 1. wicehrabia Beresford                                                                             | 1828 1828–1830                     |
| Zastępca generała artylerii                             | Herbert Taylor Henry Fane | 1828–1829 1829–1830                |
| Skarbnik artylerii                                      | George Clerk Spencer Perceval Młodszy | 1828 1828–1830                     |
| Zaopatrzeniowiec artylerii                              | Mark Singleton Frederick William French | 1828–1829 1829–1830                |
| Skarbnik Floty                                          | William Vesey-FitzGerald | 1828–1830                          |
| Sekretarz ds. wojny                                     | Henry Temple, 3. wicehrabia Palmerston Henry Hardinge Lord Francis Leveson-Gower                                                                       | 1828 1828–1830 1830                |
| Zarządca mennicy                                        | John Charles Herries | 1828–1830                          |
| Główny sekretarz Irlandii                               | William Lamb Lord Francis Leveson-Gower Henry Hardinge                                                                                                 | 1828 1828–1830 1830                |
| Lord namiestnik Irlandii                                | Henry Paget, 1. markiz Anglesey Hugh Percy, 3. książę Northumberland                                                                                   | 1828–1829 1829–1830                |
| Płacmistrz armii                                        | William Vesey-FitzGerald John Calcraft | 1828 1828–1830                     |
| Poczmistrz generalny                                    | William Montagu, 5. książę Manchester | 1828–1830                          |
| Pierwszy komisarz ds. lasów                             | Charles Arbuthnot William Lowther, wicehrabia Lowther                                                                                                  | 1828 1828–1830                     |
| Prokurator generalny                                    | Charles Wetherell James Scarlett | 1828–1829 1829–1830                |
| Radca generalny Anglii i Walii                          | Nicholas Conyngham Tindal Edward Sugden | 1828–1829 1829–1830                |
| Najwyższy Sędzia Wojskowy                               | John Beckett | 1828–1830                          |
| Lord adwokat                                            | William Rae | 1828–1830                          |
| Solicitor General dla Szkocji                           | John Hope | 1828–1830                          |
| Prokurator generalny dla Irlandii                       | Henry Joy | 1828–1830                          |
| Solicitor General dla Irlandii                          | John Doherty | 1828–1830                          |
| Lord steward                                            | Henry Conyngham, 1. markiz Conyngham | 1828–1830                          |
| Lord szambelan                                          | James Graham, 3. książę Montrose | 1828–1830                          |
| Wiceszambelan Dworu Królewskiego                        | Samuel Hulse George Chichester, hrabia Belfast | 1828–1830 1830                     |
| Koniuszy królewski                                      | George Osborne, 6. książę Leeds | 1828–1830                          |
| Skarbnik Dworu Królewskiego                             | William Henry Fremantle | 1828–1830                          |
| Kontroler Dworu Królewskiego                            | lord George Beresford | 1828–1830                          |
| Kapitan Ochotników Gwardii                              | George Parker, 4. hrabia Macclesfield | 1828–1830                          |
| Kapitan Gentelmen Pensioners                            | Henry Devereux, 14. wicehrabia Hereford | 1828–1830                          |
| Opiekun stajni królewskich                              | William Wellesley-Pole, 1. baron Maryborough | 1828–1830                          |